# Karl Dannemann
Karl Dannemann, auch als Carl Dannemann aufgetreten (* 22. März 1896 in Bremen; † 4. Mai 1945 in Werder), war ein deutscher Maler und Filmschauspieler.

## Biografie

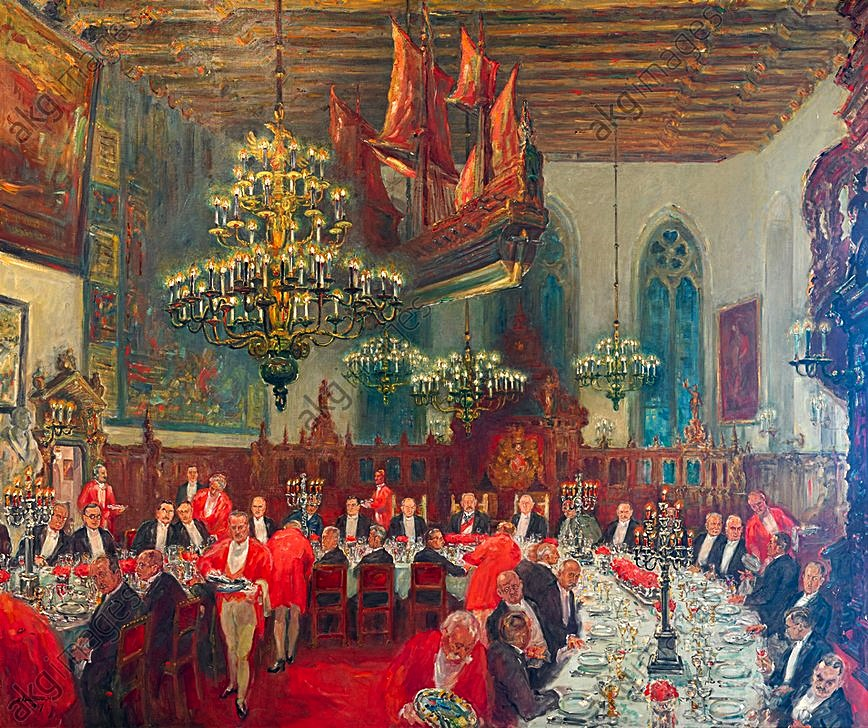
Karl Dannemann: Das Hindenburg-Bankett am 21. Oktober 1926 in der alten Rathaushalle zu Bremen, gemalt 1927

Dannemann war der Sohn des Gastwirtes Johann Albert Dannemann (1850–1897) aus Neubruchhausen und dessen Frau Clara Marie Caroline Dannemann, geb. Beermann (1860–1918) aus Hemelingen. Beide waren seit dem 11. Mai 1882 verheiratet. Als jüngstes von insgesamt sieben Kindern (Albert Heinrich, Johann Hermann Albert, Conrad, Anna Magdalene Elisabeth, Bernhardine Friederike und Albert Dietrich) hat Karl Dannemann seinen Vater nicht mehr kennengelernt. Bereits mit sieben Jahren bekam er seinen ersten Farbkasten. Aber wohl auf Drängen seiner Mutter absolvierte er zunächst eine Lehre bei einem Malermeister und erhielt anschließend eine Ausbildung als Bühnenbildmaler beim Bremer Theater und besuchte nebenher abends die Bremer Kunstgewerbeschule – einen Vorläufer der Hochschule für Künste Bremen. Noch während seines Studiums wurde er 1916 als Soldat eingezogen und kehrte erst im Frühjahr 1918 aus Russland zurück. Am 14. Februar 1920 heiratete er Erna Margarete Noeren, geboren am 17. Oktober 1892 in Bremen.
Als Meisterschüler von Max Slevogt realisierte er in den 1920er Jahren in Bremen einige seiner markantesten Werke. Er schuf Fresken im Bacchuskeller des Bremer Ratskellers sowie in der Glocke, das Gemälde Hindenburg-Bankett im Bremer Rathaus, zudem diverse Bühnenbilder, Porträts, Seestücke, Stillleben, Stadt- und Landschaftsbilder.
Zum 1. Januar 1932 trat er der NSDAP bei (Mitgliedsnummer 866.086). Ab demselben Jahr betätigte sich Dannemann als Schauspieler zuerst auf der Bühne, dann bald beim Film, wo er in insgesamt etwa 50 Produktionen mitwirkte, in Unterhaltungsfilmen gleichermaßen wie in nationalsozialistischen Propagandafilmen. Meistens war er ein prägnanter Nebendarsteller, der Menschen aus dem Volk darstellte oder den Sidekick des Helden spielte. Am meisten Aufmerksamkeit erfuhr er 1941 mit der Rolle neben Hans Albers in Carl Peters. Im selben Jahr schrieb er das Drehbuch für den Kurzfilm Irgendwo in weitem Land (nach Der Bär von Anton Tschechow) und führte dabei auch zum ersten Mal Regie. Der Film war als Regietest nicht zur öffentlichen Aufführung gedacht. Vom Kriegseinsatz war er als unabkömmlich befreit worden und stand auf der Gottbegnadeten-Liste.
Dannemann schied 1945 im Alter von 49 Jahren freiwillig aus dem Leben, um sich der Gefangennahme durch sowjetische Truppen zu entziehen. Seine Frau Erna Dannemann starb kinderlos am 2. März 1975 in Potsdam-Babelsberg in einem Altenheim an der Allee nach Glienicke.
Karl Dannemann war Mitglied im Deutschen Künstlerbund.
Ehrungen
- Der Carl-Dannemann-Weg in Oberneuland wurde 1961 nach ihm benannt.
- Eine Ausstellung seiner Werke fand 2008 in der Kunsthalle Bremen statt.

## Werke (Auswahl)
- 1926 – Wandgemälde für den Bacchuskeller im Bremer Ratskeller (nach einem Brand 1930 wieder erneuert)
- 1927 – Gemälde Hindenburg-Bankett im Neuen Rathaus zu Bremen
- 1928 – Wandgemälde für Die Glocke zu Bremen
- 1929 – Wandgemälde für den Bürgerschaftssaal der Bremer Börse (1943 zerstört)

## Filmografie (Auswahl)
- 1934: Volldampf voraus! – Regie: Carl Froelich
- 1934: Schwarzer Jäger Johanna – Regie: Johannes Meyer
- 1934: Krach um Jolanthe
- 1935: Einer zuviel an Bord
- 1935: Das Mädchen Johanna
- 1935: Stützen der Gesellschaft
- 1935: Der höhere Befehl
- 1935: Ein idealer Gatte
- 1936: Moskau – Shanghai – Regie: Paul Wegener
- 1937: Tango Notturno – Regie: Fritz Kirchhoff
- 1938: Die Pfingstorgel – Regie: Franz Seitz
- 1939: Wasser für Canitoga – Regie: Herbert Selpin
- 1939: Alarm auf Station III – Regie: Philipp Lothar Mayring
- 1940: Achtung! Feind hört mit! – Regie: Arthur Maria Rabenalt
- 1940: Das Lied der Wüste – Regie: Paul Martin
- 1940: Stern von Rio – Regie: Karl Anton
- 1941: Das Mädchen von Fanö
- 1941: Kopf hoch, Johannes! – Regie: Viktor de Kowa
- 1941: Mein Leben für Irland – Regie: Max W. Kimmich
- 1941: Ich klage an – Regie: Wolfgang Liebeneiner
- 1941: Carl Peters – Regie: Herbert Selpin
- 1941: Irgendwo in weitem Land (auch Buch & Regie)
- 1942: Hochzeit auf Bärenhof Regie Carl Froelich
- 1942: Der große Schatten – Regie: Paul Verhoeven
- 1942: Rembrandt – Regie: Hans Steinhoff
- 1943: Die goldene Spinne – Regie: Erich Engels
- 1944: Junge Adler
- 1944: Die Affäre Roedern
- 1945: Der Scheiterhaufen